# کوجی شیرایشی
کوجی شیرایشی (انگلیسی: Kōji Shiraishi؛ زادهٔ ۱ ژوئن ۱۹۷۳) کارگردان فیلم، فیلم‌نامه‌نویس، و تدوین‌گر اهل ژاپن است.